# Оптический телескоп

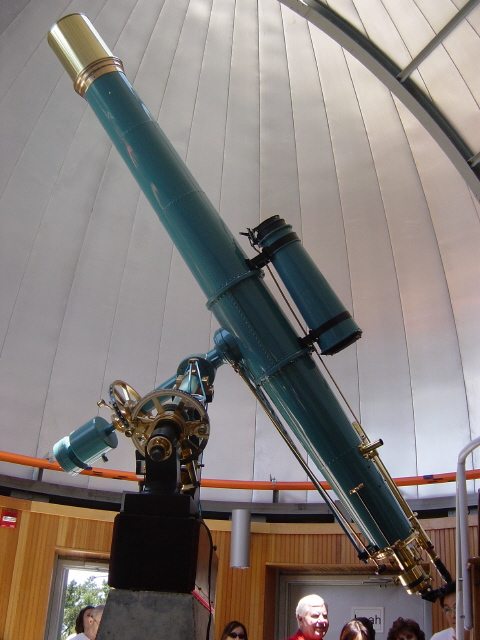
Телескоп рефрактор апертурой 20 см Научно-космический центр им. Чабота

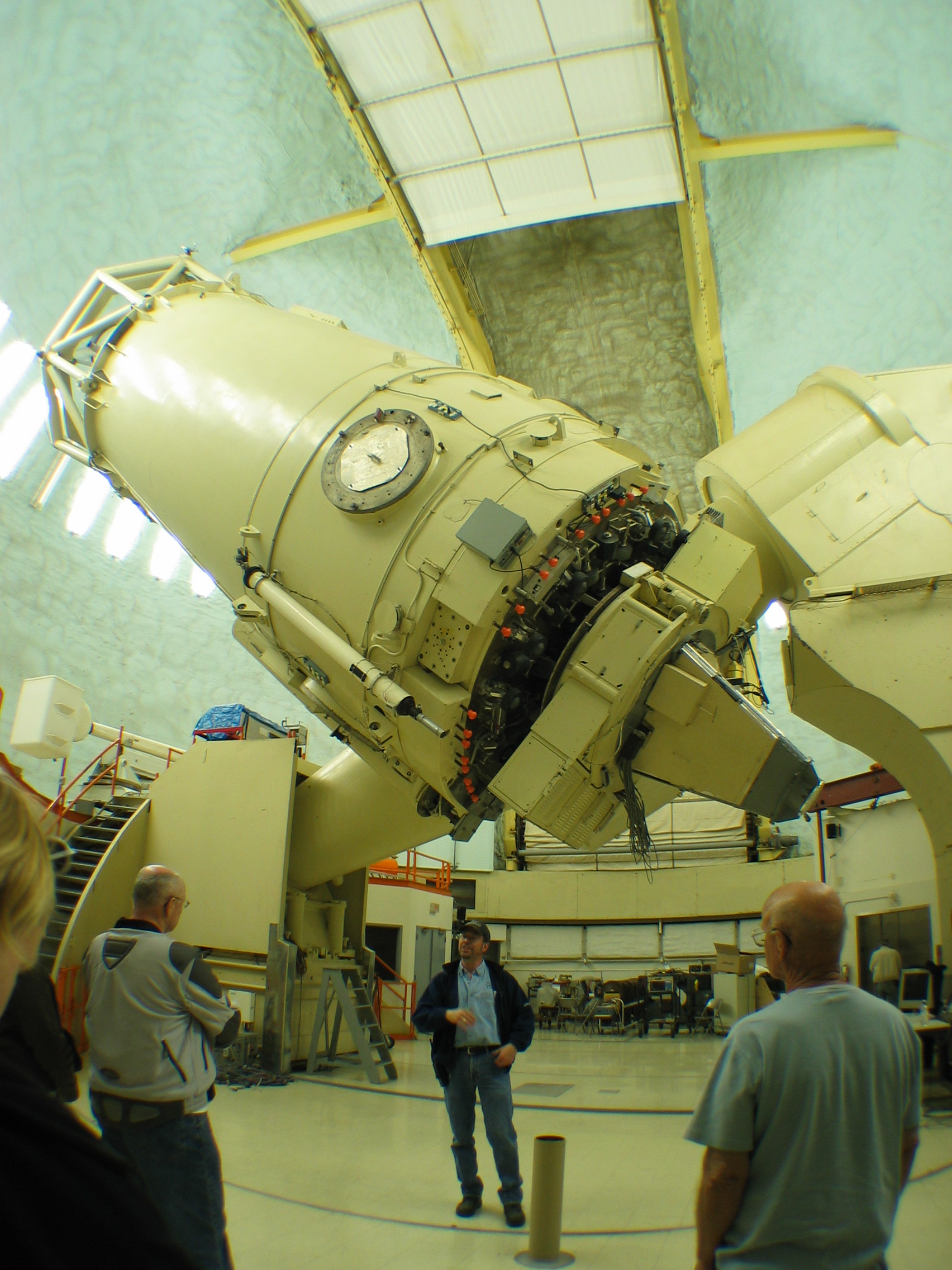
Телескоп-рефлектор Х. Дж. Смита апертурой 2,7 м в обсерватории Макдональд

Сравнение основных зеркал некоторых телескопов
тёмно-синий кружок — БТА

Оптический телескоп — телескоп, собирающий и фокусирующий электромагнитное излучение оптического диапазона. Его основные задачи увеличить блеск и видимый угловой размер объекта, то есть увеличить количество света, приходящего от небесного тела (оптическое проницание) и дать возможность изучить мелкие детали наблюдаемого объекта (разрешающая способность). Увеличенное изображение изучаемого объекта наблюдается глазом или фотографируется. Основные параметры, которые определяют характеристики телескопа (оптическое разрешение и оптическое проницание) — диаметр (апертура) и фокусное расстояние объектива, а также фокусное расстояние и поле зрения окуляра.

## Конструкция
Оптический телескоп представляет собой трубу, имеющую объектив и окуляр и установленную на монтировке, снабжённой механизмами для наведения на объект наблюдения и слежения за ним. Задняя фокальная плоскость объектива совмещена с передней фокальной плоскостью окуляра. В фокальную плоскость объектива вместо окуляра может помещаться фотоплёнка или матричный приёмник излучения.
По своей оптической схеме делятся на:
- Линзовые (рефракторы или диоптрические) — в качестве объектива используется линза или система линз.
- Зеркальные (рефлекторы или катоптрические) — в качестве объектива используется вогнутое зеркало.
- Зеркально-линзовые телескопы (катадиоптрические) — в качестве объектива используется сферическое зеркало, а линза, система линз или мениск служит для компенсации аберраций.

## Характеристики
- Разрешающая способность телескопа зависит от диаметра объектива. Предел разрешения накладывает явление дифракции — огибание световыми волнами краёв объектива, в результате чего вместо изображения точки получаются кольца. Для видимого диапазона он определяется по формуле

{\displaystyle r={\frac {140}{D}}},
где {\displaystyle r} — угловое разрешение в угловых секундах, а {\displaystyle D} — диаметр объектива в миллиметрах. Эта формула выведена из определения предела разрешения двух звёзд по Рэлею. Если использовать другие определения предела разрешения, то численный коэффициент может быть меньше вплоть до 114 по Дове (Dawes' Limit).
На практике, угловое разрешение телескопов ограничивается атмосферным дрожанием — приблизительно 1 угловой секундой, независимо от апертуры телескопа.
- Угловое увеличение или кратность телескопа определяется отношением

{\displaystyle \Gamma ={\frac {F}{f}}},
где {\displaystyle F} и {\displaystyle f} — фокусные расстояния объектива и окуляра соответственно.
В случае использования дополнительных оптических узлов между объективом и окуляром (оборачивающих систем, линз Барлоу, компрессоров и т. п.) увеличение должно быть умножено на кратность используемых узлов.
- Угловое поле зрения телескопа {\displaystyle \omega } (True Field Of View — TFOV) — истинный угловой размер участка, видимого в окуляр телескопа, — определяется используемым окуляром:

{\displaystyle \omega ={\frac {\Omega }{\Gamma }}},
где {\displaystyle \Omega } — угловое поле зрения окуляра (Apparent Field Of View — AFOV), а {\displaystyle \Gamma } — увеличение телескопа (которое зависит от фокусного расстояния окуляра — см. выше).
- Относительное отверстие объектива телескопа (светосила объектива) {\displaystyle A} — это отношение его диаметра (апертуры) {\displaystyle D} к фокусному расстоянию {\displaystyle F}

{\displaystyle A={\frac {D}{F}}={\frac {1}{\forall }}={\forall }^{-1}}.
- Относительное фокусное расстояние объектива телескопа {\displaystyle {\forall }} или F-number, F#,

{\displaystyle {\forall }={\frac {F}{D}}={\frac {1}{A}}={A}^{-1}}.
{\displaystyle A} и {\displaystyle {\forall }} являются важными характеристиками объектива телескопа. Это обратные друг другу величины. Чем больше относительное отверстие, тем меньше относительное фокусное расстояние и тем больше освещённость в фокальной плоскости объектива телескопа, что выгодно при фотоработах (позволяет уменьшить выдержку при сохранении экспозиции). Но при этом на кадре фотоприёмника получается меньший масштаб изображения.
- Проницающая сила (оптическая мощь) {\displaystyle m} — звёздная величина наиболее слабых звёзд, видимых с помощью телескопа при наблюдении в зените.
- Масштаб изображения на приёмнике:

{\displaystyle u={\frac {3440}{F}}},
где {\displaystyle u} — масштаб в угловых минутах на миллиметр ('/мм), а {\displaystyle F} — фокусное расстояние объектива в миллиметрах.
Если известны линейные размеры ПЗС-матрицы, её разрешение и размер её пикселов, то отсюда можно вычислить разрешение цифрового снимка в угловых минутах на пиксел.

## Классические оптические схемы

### Схема Галилея

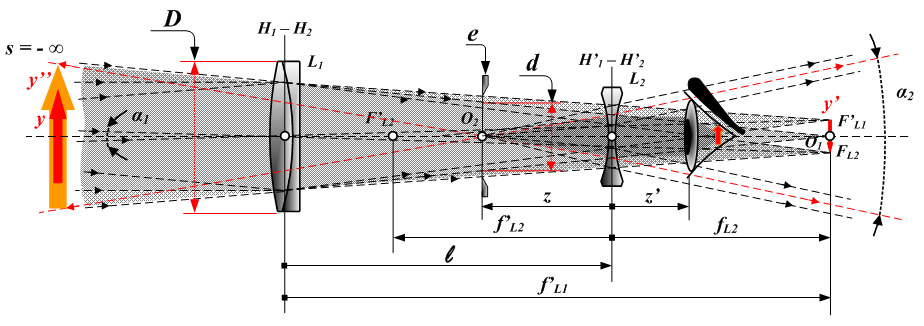
Схема рефрактора Галилея

Телескоп Галилея имел в качестве объектива одну собирающую линзу, а окуляром служила рассеивающая линза. Такая оптическая схема даёт неперевернутое (земное) изображение. Главными недостатками галилеевского телескопа являются очень малое поле зрения и сильная хроматическая аберрация. Такая система все ещё используется в театральных биноклях, и иногда в самодельных любительских телескопах.

### Схема Кеплера

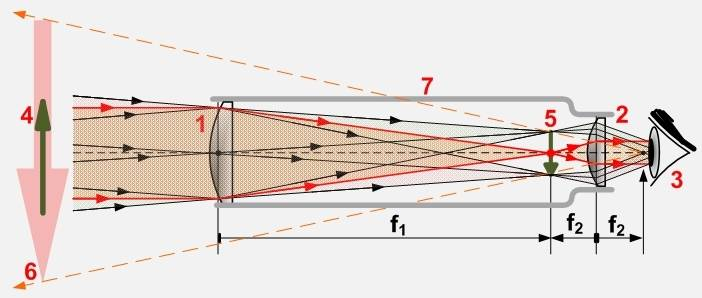
Схема рефрактора Кеплера

Иоганн Кеплер в 1611 г. усовершенствовал телескоп, заменив рассеивающую линзу в окуляре собирающей. Это позволило увеличить поле зрения и вынос зрачка, однако система Кеплера даёт перевёрнутое изображение. Преимуществом трубы Кеплера является также и то, что в ней имеется действительное промежуточное изображение, в плоскость которого можно поместить измерительную шкалу. По сути, все последующие телескопы-рефракторы являются трубами Кеплера. К недостаткам системы относится сильная хроматическая аберрация, которую до создания ахроматического объектива устраняли путём уменьшения относительного отверстия телескопа.

### Схема Ньютона

Оптическая схема телескопа Ньютона

Такую схему телескопов предложил Исаак Ньютон в 1667 году. Здесь плоское диагональное зеркало, расположенное вблизи фокуса, отклоняет пучок света за пределы трубы, где изображение рассматривается через окуляр или фотографируется. Главное зеркало параболическое, но если относительное отверстие не слишком большое, оно может быть и сферическим .

### Схема Грегори

Оптическая схема телескопа Грегори

Эту конструкцию предложил в 1663 году Джеймс Грегори в книге Optica Promota. Главное зеркало в таком телескопе — вогнутое параболическое. Оно отражает свет на меньшее вторичное зеркало (вогнутое эллиптическое). От него свет направляется назад — в отверстие по центру главного зеркала, за которым стоит окуляр. Расстояние между зеркалами больше фокусного расстояния главного зеркала, поэтому изображение получается прямое (в отличие от перевёрнутого в телескопе Ньютона). Вторичное зеркало обеспечивает относительно большое увеличение благодаря удлинению фокусного расстояния.

### Схема Кассегрена

Оптическая схема телескопа Кассегрена

Схема была предложена Лораном Кассегреном в 1672 году. Это вариант двухзеркального объектива телескопа. Главное зеркало вогнутое (в оригинальном варианте параболическое). Оно отбрасывает лучи на меньшее вторичное выпуклое зеркало (обычно гиперболическое). По классификации Максутова схема относится к так называемым предфокальным удлиняющим — то есть вторичное зеркало расположено между главным зеркалом и его фокусом и полное фокусное расстояние объектива больше, чем у главного. Объектив при том же диаметре и фокусном расстоянии имеет почти вдвое меньшую длину трубы и несколько меньшее экранирование, чем у Грегори. Система неапланатична, то есть несвободна от аберрации комы. Имеет много как зеркальных модификаций, включая апланатичный Ричи-Кретьен, со сферической формой поверхности вторичного (Долл-Кирхем) или первичного зеркала, так и зеркально-линзовых.
Отдельно стоит выделить систему Кассегрена, модифицированную советским оптиком Д. Д. Максутовым — систему Максутова-Кассегрена, ставшую одной из самых распространённых систем в астрономии, особенно в любительской.

### Схема Ричи-Кретьена

Оптическая схема телескопа Ричи—Кретьена—Кассегрена

Система Ричи — Кретьена — усовершенствованная система Кассегрена. Главное зеркало тут не параболическое, а гиперболическое. Поле зрения этой системы — около 4°.

## Приемники излучения

### CCD-матрицы
ПЗС-матрица (CCD, «Charge Coupled Device») состоит из светочувствительных фотодиодов, выполнена на основе кремния, использует технологию ПЗС — приборов с зарядовой связью. Долгое время ПЗС-матрицы единственным массовым видом фотосенсоров. Развитие технологий привело к тому, что к 2008 году КМОП-матрицы стали альтернативой ПЗС.

### CMOS-матрицы
КМОП-матрица (CMOS, «Complementary Metal Oxide Semiconductor») выполнена на основе КМОП-технологии. Каждый пиксел снабжён усилителем считывания, а выборка сигнала с конкретного пиксела происходит, как в микросхемах памяти, произвольно.

## Системы адаптивной оптики
Адаптивная оптика предназначена для исправления в реальном времени атмосферных искажений изображения. Разработка систем адаптивной оптики началась в 1970-е годы. С 2000-х годов системы адаптивной оптики используются практически на всех крупных телескопах, они позволяют довести угловую разрешающую способность телескопа до его физического предела, определяемого дифракцией Применение адаптивной оптики на телескопе «Субару» позволила увеличить угловое разрешение в 10 раз.
- Система лазерной гидирующей звезды. Лазерный луч направляется в небо, чтобы создать на любом участке неба искусственную звезду в натриевом слое атмосферы Земли на высоте около 90 километров. Свет от такой искусственной звезды используется для деформации специального зеркала, которое устраняет мерцание и улучшает качество изображения.

## Механика

### Монтировка
Монтировка — это поворотная опора, которая позволяет наводить телескоп на нужный объект, а при длительном наблюдении или фотографировании — компенсировать суточное вращение Земли. Состоит из двух взаимно перпендикулярных осей для наводки телескопа на объект наблюдения, может содержать приводы и системы отсчёта углов поворота. Устанавливается монтировка на какое-либо основание: колонну, треногу или фундамент. Основная задача монтировки — обеспечение выхода трубы телескопа в указанное место и плавность ведения объекта наблюдений.
Основные факторы, влияющие на качество решения задачи, следующие:
- Сложность закона изменения атмосферной рефракции
- Дифференциальная рефракция
- Технологическая точность изготовления привода
- Точность подшипников
- Деформация монтировки

### Экваториальная монтировка и её разновидности
Экваториальная монтировка — это монтировка, одна из осей вращения которой направлена на полюс мира. Соответственно, перпендикулярная ей плоскость параллельна плоскости экватора. Является классической монтировкой телескопов.
Немецкая монтировка
Один из концов полярной оси несёт на себе корпус оси склонений. Эта монтировка несимметрична, поэтому требует противовеса.
Английская монтировка
Полярная ось имеет опоры под обоими концами, а в её середине находится подшипник оси склонений. Английская монтировка бывает несимметричная и симметричная.
Американская монтировка
Один конец полярной оси заканчивается вилкой, несущей ось склонений.

##### Достоинства и недостатки
Основное достоинство монтировки — простота сопровождения звёзд. Вместе с этим возникает ряд трудностей, которые при увеличении массы телескопа становятся существенными:
- Деформации монтировки различны в зависимости от положения телескопа.
- При изменении положения телескопа изменяется и нагрузка на подшипники
- Сложность при синхронизации с куполом монтировки

### Альт-азимутальная монтировка
Альт-азимутальная монтировка — монтировка, имеющая вертикальную и горизонтальную оси вращения, позволяющие поворачивать телескоп по высоте («альт» от англ. altitude) и азимуту и направлять его в нужную точку небесной сферы.

## Крупнейшие оптические телескопы

### Телескопы-рефракторы
| Обсерватория                                    | Местонахождения            | Диаметр, см / дюйм | Год сооружения / демонтажа | Примечания |
| ----------------------------------------------- | -------------------------- | ------------------ | -------------------------- | --- |
| Телескоп всемирной Парижской выставки 1900 года | Париж                      | 125 / 49.21"       | 1900 / 1900                | Самый крупный рефрактор в мире, из когда либо построенных. Свет от звёзд направлялся в объектив неподвижного телескопа с помощью сидеростата.                                     |
| Йеркская обсерватория                           | Уильямс Бэй, Висконсин     | 102 / 40"          | 1897                       | Крупнейший рефрактор в мире 1897—1900 гг. После демонтажа телескоп всемирной Парижской выставки 1900 года снова стал крупнейшим из эксплуатируемых рефракторов. Рефрактор Кларка. |
| Обсерватория Лика                               | гора Гамильтон, Калифорния | 91 / 36"           | 1888                       | |
| Парижская обсерватория                          | Медон, Франция             | 83 / 33"           | 1893                       | Двойной, визуальный объектив 83 см, фотографический — 62 см. |
| Потсдамский астрофизический институт            | Потсдам, Германия          | 81 / 32"           | 1899                       | Двойной, визуальный 50 см, фотографический 80 см. |
| Обсерватория Ниццы                              | Франция                    | 76 / 30"           | 1880                       | |
| Пулковская обсерватория                         | Санкт-Петербург            | 76 / 30"           | 1885                       | |
| Обсерватория Аллегейни                          | Питтсбург, Пенсильвания    | 76 / 30"           | 1917                       | Рефрактор Thaw Архивная копия от 25 декабря 2013 на Wayback Machine |
| Гринвичская обсерватория                        | Гринвич, Великобритания    | 71 / 28"           | 1893                       | |
| Гринвичская обсерватория                        | Гринвич, Великобритания    | 71 / 28"           | 1897                       | Двойной, визуальный 71 см, фотографический 66 |
| Обсерватория Архенхольда                        | Берлин, Германия           | 70 / 27"           | 1896                       | Самый длинный современный рефрактор |

### Солнечные телескопы
| Обсерватория                                  | Местонахождения      | Диаметр, м | Год сооружения |
| --------------------------------------------- | -------------------- | ---------- | -------------- |
| Китт-Пик                                      | Тусон, Аризона       | 1,60       | 1962           |
| Сакраменто-Пик                                | Санспот, Нью-Мексико | 1,50       | 1969           |
| Крымская астрофизическая обсерватория         | Крым                 | 1,00       | 1975           |
| Шведский солнечный телескоп                   | Пальма, Канары       | 1,00       | 2002           |
| Китт-Пик, 2 штуки в общем корпусе с 1,6 метра | Тусон, Аризона       | 0,9        | 1962           |
| Тейде                                         | Тенерифе, Канары     | 0,9        | 2001           |
| Саянская солнечная обсерватория, Россия       | Монды, Бурятия       | 0,8        | 1975           |
| Китт-Пик                                      | Тусон, Аризона       | 0,7        | 1973           |
| Институт физики Солнца, Германия              | Тенерифе, Канары     | 0,7        | 1988           |
| Митака                                        | Токио, Япония        | 0,66       | 1920           |

### Камеры Шмидта
| Обсерватория                           | Местонахождения          | Диаметр коррекционной пластины — зеркала, м | Год сооружения |
| -------------------------------------- | ------------------------ | ------------------------------------------- | -------------- |
| Обсерватория Карла Шварцшильда         | Таутенбург, Германия     | 1,3-2,0                                     | 1960           |
| Паломарская обсерватория               | гора Паломар, Калифорния | 1,2-1,8                                     | 1948           |
| Обсерватория Сайдинг-Спринг            | Кунабарабран, Австралия  | 1,2-1,8                                     | 1973           |
| Токийская астрономическая обсерватория | Токио, Япония            | 1,1-1,5                                     | 1975           |
| Европейская южная обсерватория         | Ла-Силья, Чили           | 1,1-1,5                                     | 1971           |

### Телескопы-рефлекторы
| Название                                   | Местонахождения           | Диаметр зеркала, м | Год сооружения |
| ------------------------------------------ | ------------------------- | ------------------ | -------------- |
| Гигантский южно-африканский телескоп, SALT | Сатерленд, ЮАР            | 11                 | 2005           |
| Большой Канарский телескоп                 | Пальма, Канарские острова | 10,4               | 2002           |
| Телескопы Кек                              | Мауна-Кеа, Гавайи         | 9,82 × 2           | 1993, 1996     |
| Телескоп Хобби-Эберли, HET                 | Джефф-Дэвис, Техас        | 9,2                | 1997           |
| Большой бинокулярный телескоп, LBT         | гора Грэхем, Аризона      | 8,4 × 2            | 2004           |
| Очень большой телескоп, ESO VLT            | Серро Параналь, Чили      | 8,2 × 4            | 1998, 2001     |
| Телескоп Субару                            | Мауна-Кеа, Гавайи         | 8,2                | 1999           |
| Телескоп Северный Джемини, GNT             | Мауна-Кеа, Гавайи         | 8,1                | 2000           |
| Телескоп Южный Джемини, GST                | Серро Пашон, Чили         | 8,1                | 2001           |
| Мультизеркальный телескоп, MMT             | гора Хопкинс, Аризона     | 6,5                | 2000           |
| Магеллановы телескопы                      | Лас Кампанас, Чили        | 6,5 × 2            | 2002           |
| Большой телескоп азимутальный, БТА         | гора Пастухова, Россия    | 6,0                | 1975           |
| Большой Зенитный телескоп, LZT             | Мейпл Ридж, Канада        | 6,0                | 2001           |
| Телескоп Хейла, MMT                        | гора Паломар, Калифорния  | 5,08               | 1948           |

### Экстремально большие телескопы
(Экстремально большой телескоп)
| Название                                         | Изображение (рисунок) | Диаметр (м) | Площадь (м²) | Главное зеркало                      | Высота м | Дата первого света |
| ------------------------------------------------ | --------------------- | ----------- | ------------ | ------------------------------------ | -------- | ------------------ |
| Европейский чрезвычайно большой телескоп (E-ELT) |                       | 39          | 1116 м²      | 798 × 1,45 м шестиугольных сегментов | 3060     | 2025 год           |
| Тридцатиметровый телескоп (TMT)                  |                       | 30          | 655 м²       | 492 × 1,45 м шестиугольных сегментов | 4050     | 2027 год           |
| Гигантский Магелланов телескоп (GMT)             |                       | 24,5        | 368 м²       | 7 × 8,4 м                            | 2516     | 2029 год           |